# Ermita de Santa Lucía y San Adrián (Añua)
La ermita de Santa Lucía y San Adrián es un pequeño edificio religioso católico situado en el concejo de Añua, perteneciente al municipio de Elburgo, en la provincia de Álava, País Vasco (España).

## Historia
El Licenciado Martín Gil en su visita de 1556 menciona una ermita dedicada a San Adrián con una cofradía y sin renta. A pesar de su relación con Egileta, Hijona y Trokoniz por motivo de la comunidad de La Laurea, en la visita solo aparece adscrita a Añua.
El Diccionario de la Real Academia de la Historia menciona también una ermita dedicada a Santa Lucía únicamente vinculada a Añua. Más de un siglo después, según el Catálogo de Cristóbal de Castro, a pesar de su lacónica sencillez, la ermita de Santa Lucía es el elemento más destacado de Añua, debido a sus famosas peregrinaciones frecuentadas por romeros de toda la comarca 
Gerardo López de Guereñu describe una ermita «de bastante capacidad, y muy bien arreglada» dedicada a Santa Lucía pero que antes se nombraba como de San Adrián, en cuyo recinto se reunía la comunidad de La Laurea. El Catálogo Monumental de la diócesis de Vitoria, por su parte, muestra un pequeño templo rural sin interés arquitectónico pero al que otorga cierta importancia histórica por su relación con las poblaciones limítrofes.

## Descripción
Exterior

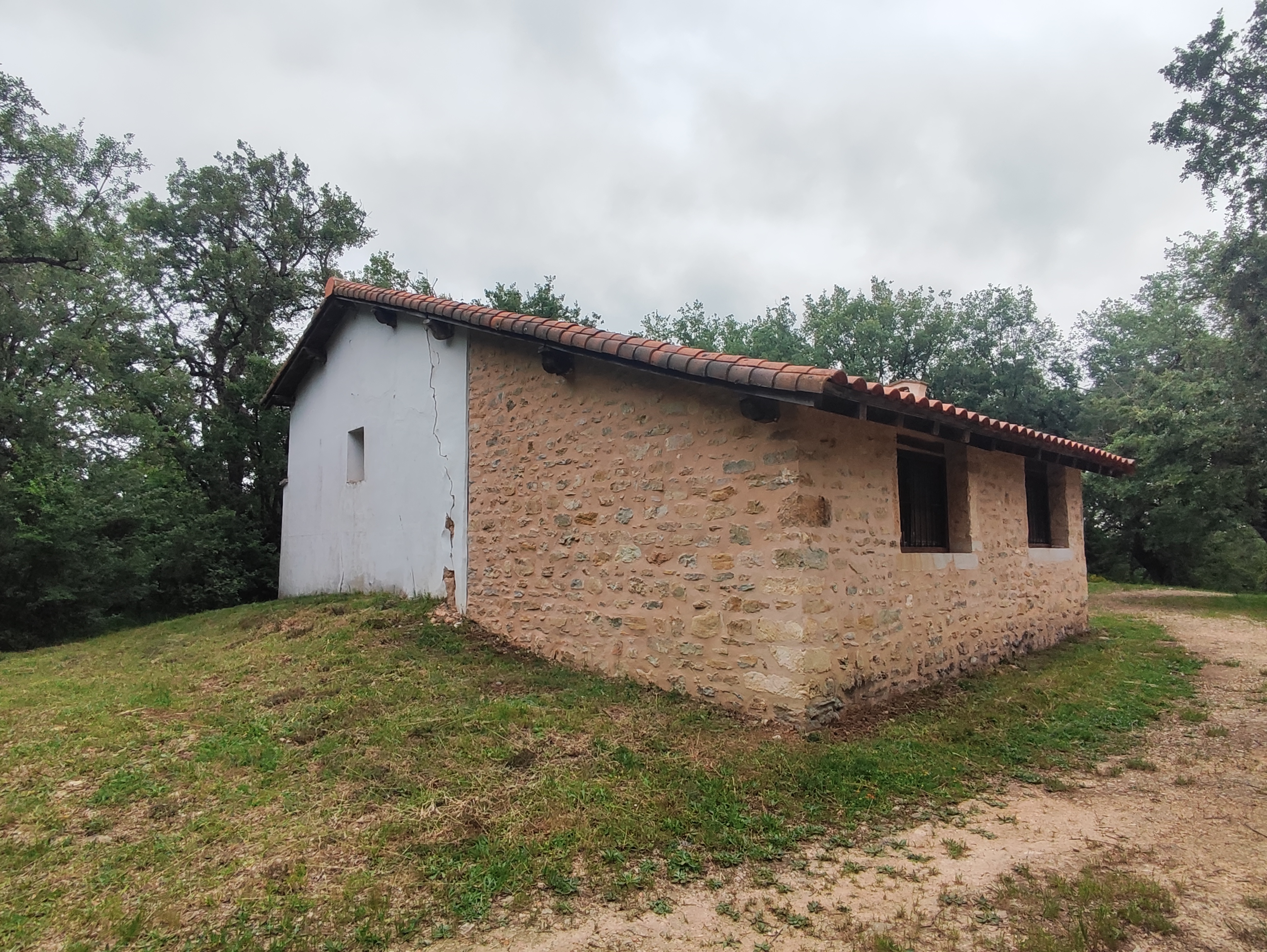
Ermita de Santa Lucía y San Adrián

Edificio de planta rectangular orientado según el eje E-NE-O-SO, con una única nave de 18,5 x 6,0 metros. El tejado se presenta a dos aguas, con una cubrición de tejas que descansa sobre un forjado de madera. En el extremo oriental sobresale una pequeña espadaña 
Con un único vano y también rematada a dos aguas, cuyo campanil desapareció hace unos años. La mayor parte de la obra está construida con mampostería caliza, aunque parcialmente enfoscada, lo cual impide en gran medida aventurar una secuencia estratigráfica de sus paramentos. La entrada se realiza desde el muro sur, a través de una pequeña puerta con una arco adovelado levemente apuntado. Se localizan otras tres ventanas: una en el paño occidental y otras dos –geminadas– en los paños meridional y oriental. En el sector del altar encontramos además una pequeña hornacina hacia el sur. 
Adosado al sur de la ermita hay un porche añadido de 7,0 x 4,7 metros, construido con mampostería y ladrillo hueco. Presenta un acceso desde el este y dos vamos hacia el sur, que fue objeto de la intervención arquitectónica y arqueológica 
Interior

La nave del interior se reparte longitudinalmente en tres tramos. El primero, el más occidental, tiene una planta de 3,7 x 5,0 m y se encuentra sobreelevado con un escalón. El central se corresponde con la nave propiamente dicha. Presenta una planta de 9,60 x 5,0 m y el altar, también sobreelevado, con una planta de 5,0 x 3,50 m. En el paño oriental se aprecian cinco pilastras y debió ser reconstruido con ladrillo en los años centrales del siglo XX. La mayor parte del suelo del interior es de ladrillo macizo, reformado en los extremos, pero no así en el centro, donde se aprecian junto a la entrada varias ondulaciones e irregularidades en el viejo aparejo de opus spicatum que sugieren la presencia de algunos enterramientos en este sector. El tramo del altar ha sufrido también algunas transformaciones. La principal ha sido la retirada del viejo retablo, que servía de vestuario-biombo al cura, y la colocación de una gran losa caliza a modo de altar. Esa pieza fue traslada desde la fuente vieja de Añua.

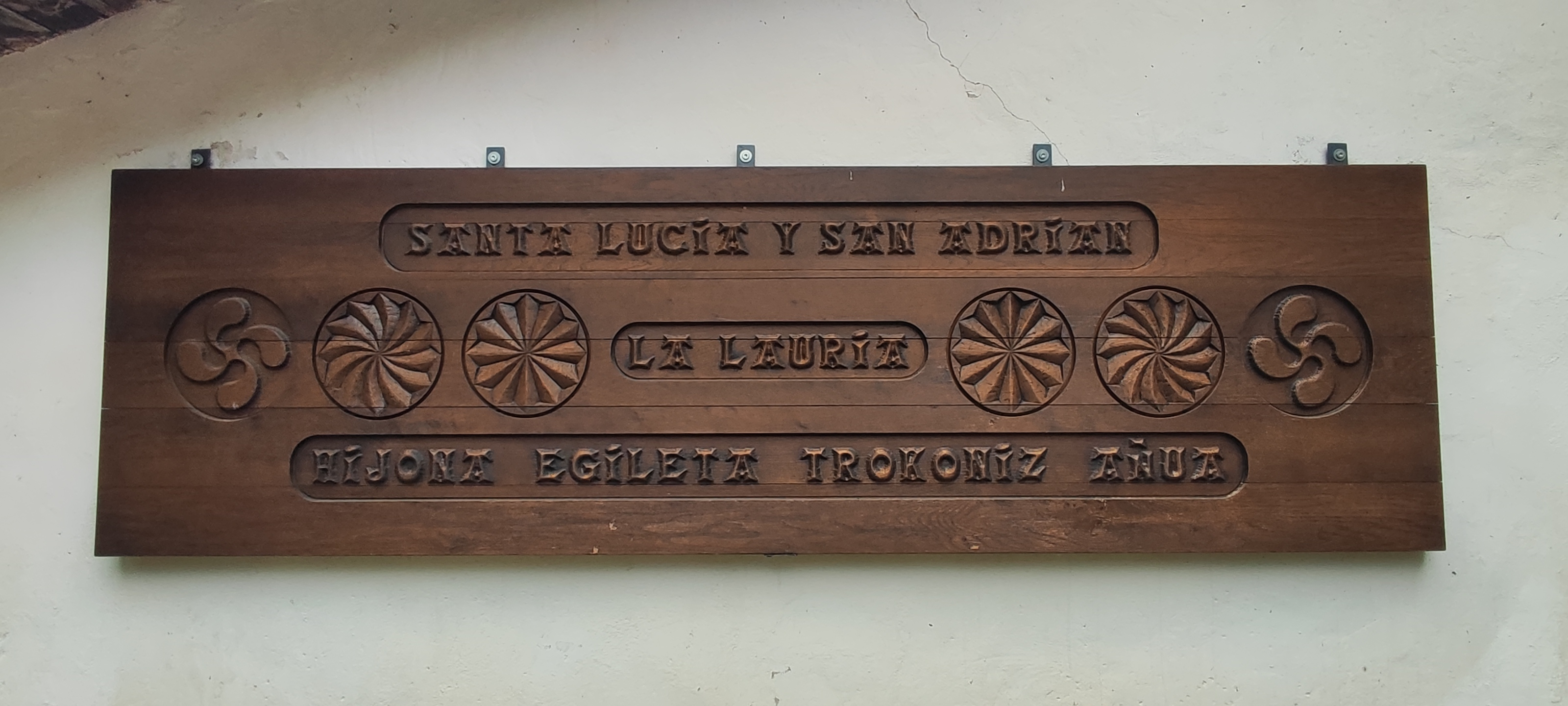
Rótulo de la Comunidad de La Lauria

## La Comunidad de La Lauria

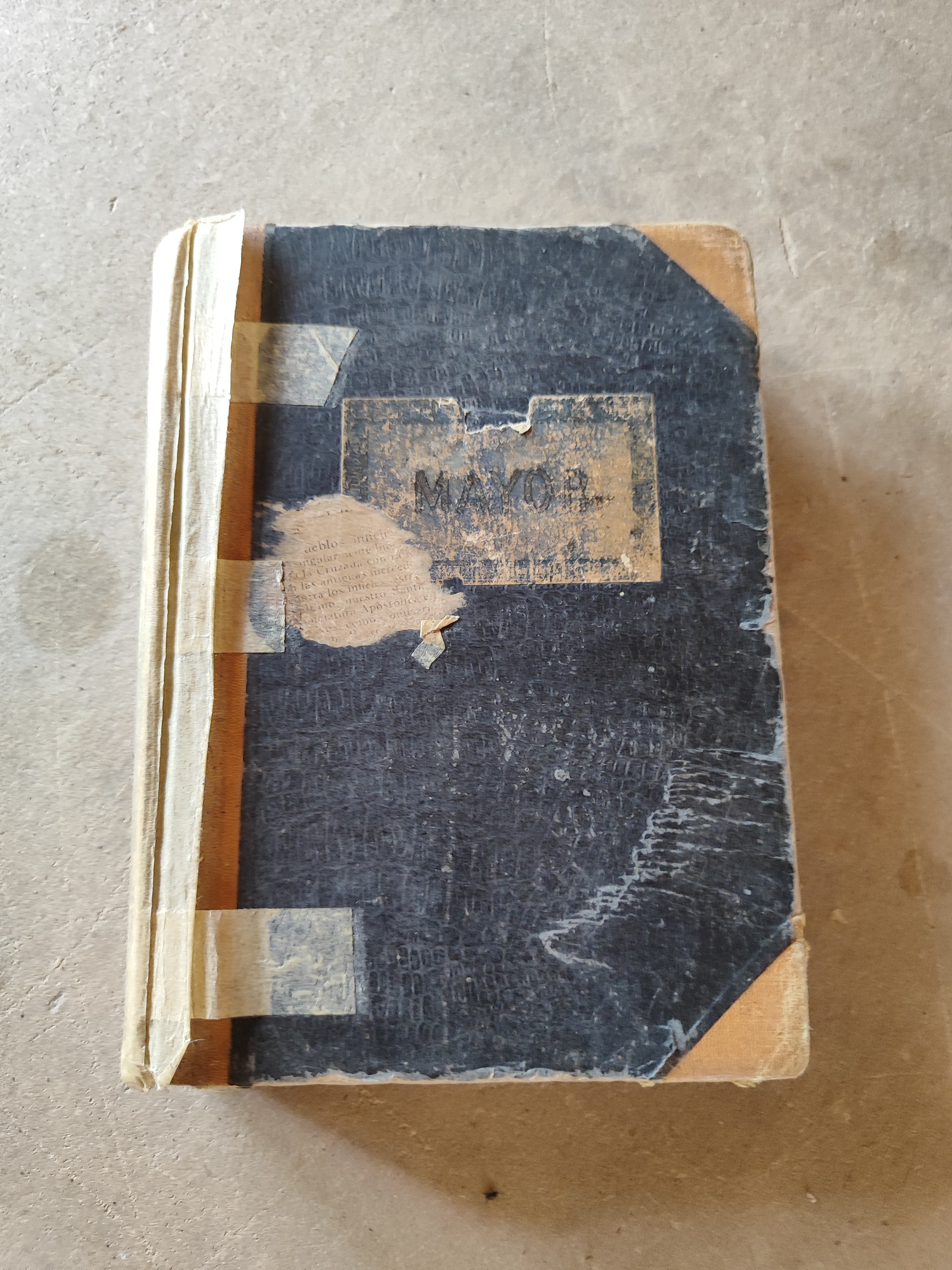
Libro de acuerdos y cuentas (desde 1930)

La comunidad de La Lauria o La Laurea, compuesta por los concejos de Egileta, Hijona, Trokoniz y Añua, se reunían en torno al 22 de junio en la ermita para tratar lo concerniente al cuidado y reparto de leña del monte Laurikobasoa que lo poseían en común.
En cuanto a la información documental, existen dos libros de cuentas de la Comunidad de la Laurea, que abarcan desde 1780 a la actualidad. Había otro anterior que ha desaparecido. Todas las reuniones se realizan en la ermita. Los ingresos provenían de la venta de leña y, en menor medida, de multas impuestas en el aprovechamiento forestal. 
Antiguamente, el presidente de La Lauria, iba a por agua bendita para bendecir los campos a San Gregorio Ostiense en el Tren Vasco-Navarro (figuran en el libro de actas los gasto del los viajes). También compraba cruces para los 4 pueblos (16 cruces). En cada cruz de término de cada concejo se clavaban las cruces nuevas.

Cada año se rota de presidencia de la Comunidad entre los cuatro concejos y se traspasa el libro de acuerdos y cuentas.

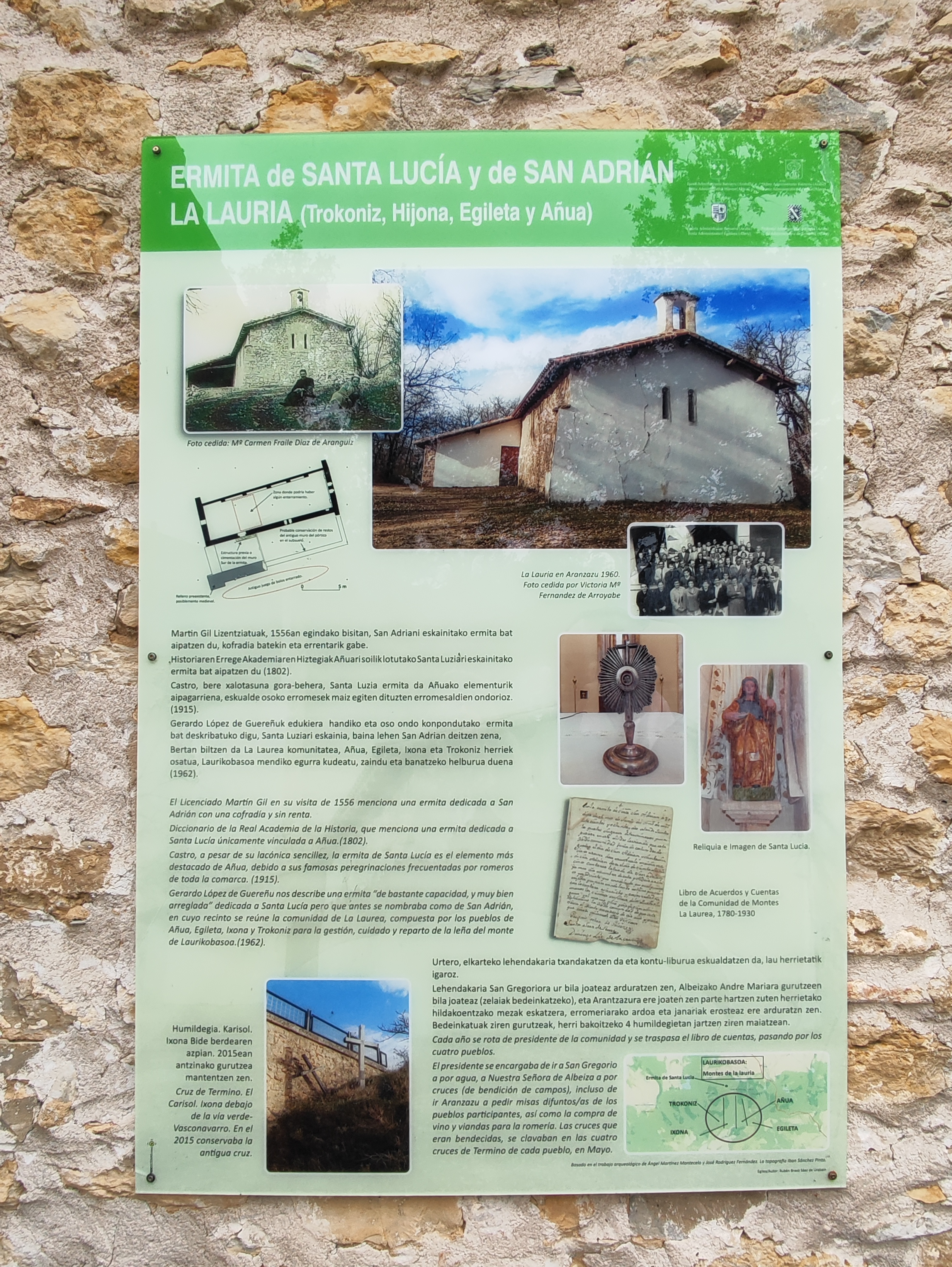
Panel informativo sobre la ermita y La Lauria

## Celebraciones
En junio se realiza una romería con bendición de los campos y misa con veneración a la reliquia de Santa Lucía. Desde 2022 se ha ampliado la invitación a subir a la ermita a toda la población de los cuatro concejos, no solamente los presidentes de las Juntas Administrativas. En septiembre se celebra la fiesta de la cofradía.